# Pseudoscolia martinezi
Pseudoscolia martinezi (лат.) — вид песочных ос из подсемейства Philanthinae (триба Pseudoscoliini).

## Распространение
Испания (Almería, Alicante, Murcia).

## Описание
Мелкие осы. Гнездятся в земле. Биология плохо изучена: ловят пчёл.
Основными морфологическими признаками личинки являются трезубые мандибулы, хорошо развитые галеа, спиннереты больше губных щупиков. Внешний вид эпифаринкса, сходный с таковым у известных личинок ос трибы Cercerini. Самки этого вида гнездятся небольшими скоплениями по 5-10 особей, выравнивая насыпь при раскопках гнезд. Они демонстрируют изменчивость в практике временного закрытия: одни самки оставляют гнездо открытым, а другие закрывают нору во время фуражировки. Взрослые самки ловят Halictidae как добычу.

## Систематика
Вид был впервые описан в 1981 году (Suárez, 1981) по типовому материалу из Испании (Almería: Rambla de Tavernas). Относится к роду Pseudoscolia из трибы Pseudoscoliini.